# Edin’s Hall
Koordinaten: 55° 50′ 8″ N, 2° 21′ 56″ W

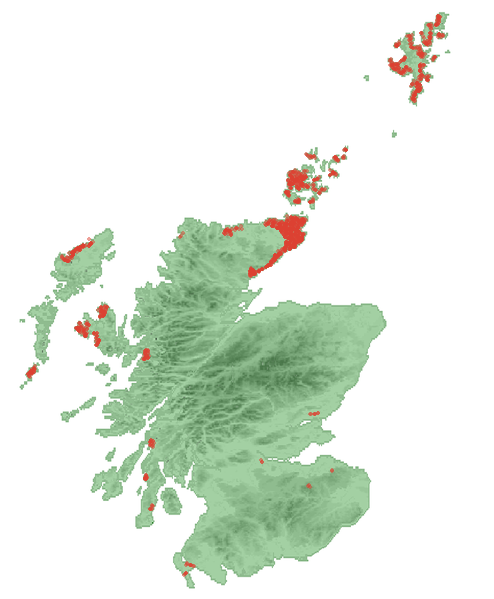
Verbreitung von Brochs

Die Anlage von Edin’s Hall (auch Edinshall Broch; Odins Halle) ist ein archäologischer Fundplatz nahe der schottischen Stadt Duns beziehungsweise dem Weiler Abbey St Bathans in der Council Area Scottish Borders. Sie besteht aus einem eisenzeitlichen Broch, einem Hillfort und einer Siedlung. Bekannt ist die Anlage vor allem durch den Edin’s Hall Broch, der mit einem Durchmesser von 28,5 m der größte und gleichzeitig der südlichste in Schottland ist. Er ist einer von lediglich drei Brochs (neben Bow Castle und Torwoodlee) in der Borderregion.

## Forschungsgeschichte
Die ersten Untersuchungen der Anlage wurden schon 1793 von John Blackadder durchgeführt, der darüber berichtete, dass viele Elemente durch Steindiebstahl zerstört waren. Im 19. Jahrhundert führte George Turnbull und später sein Sohn John Grabungen durch, deren Schnitte teilweise noch sichtbar sind. Auch John Turnbull beschrieb weitere Schäden, die er dem Treiben von Schatzjägern zuordnete. 1887 kam die Anlage in staatliche Obhut und Teile des Brochs wurden wieder hergestellt. Die jüngste Ausgrabung unternahm Andrew Dunwell im Jahre 1996. Historic Scotland beauftragte ihn mit der Durchführung, nachdem bekannt wurde, dass die Anlage wieder einmal stark gefährdet ist – diesmal durch Kaninchen.

## Edin’s Hall Broch
Der Broch wurde etwa 100 n. Chr. innerhalb der bereits bestehenden Anlage errichtet. Seine Mauern ragen noch bis in zwei Metern Höhe auf und bilden einen runden Innenraum mit einem Durchmesser von 18 Metern. In der Doppelmauer sind drei Kammern und der schmale Zugang untergebracht. Im Zugang befinden sich zwei als Wächterzelle (englisch guard-cell) bezeichnete Räume. In einer dieser Kammern befindet sich der Anfang einer Treppe, die im Inneren der Mauer verlief und in ein oberes Stockwerk führte, das nicht mehr erhalten ist. Der Innenraum ist zu einem Viertel mit Steinplatten gepflastert, die eine vorherige Pflasterung aus Kies ersetzen. Auch der Gang und die anderen Kammern verfügen über solche Plattenböden. Unter der Pflasterung einer Kammer wurde ein scheibenförmiger Kupferbarren entdeckt, der als Vorrat oder Votivgabe interpretiert wird. Er bringt die Brochnutzer in Verbindung zu den etwa einen Kilometer entfernten Kupferbergwerken. Der Broch verfügt über eine Umwallung, die ihn gegen die Siedlung abgrenzt.

## Die Siedlung
Das Alter der Siedlung lässt sich nicht genau bestimmen, doch wird angenommen, dass sie mit dem Broch koexistent war. Die Siedlung bestand aus zwölf, wie der Broch in Trockenmauerweise errichteten, Roundhouses, sowie einem Gebäude mit viereckigem Grundriss. Bei den Rundhäusern handelt es sich um eingeschossige Hütten, die wahrscheinlich mit einem konischen Holzdach bedeckt waren. Die Siedlung besitzt eine eigene, ebenfalls steinerne Umwallung, die auch mehrere Höfe formt. Vom Eingang im Osten führt eine Passage bis zum Broch im Westen. Die Funde der Siedlung bestehen aus Steinwerkzeugen und teils beschädigten Schmuckstücken wie Bernstein- oder Steinperlen. Es wurden auch Steinringe unterschiedlicher Größe gefunden, die ebenfalls als Schmuck oder als Webgewichte verwendet wurden.

## Das Fort
Das Hillfort umschließt Broch und Siedlung und hat eine Ausdehnung von etwa 150 m Länge und 90 m Breite. Das doppelte Wall- und Grabensystem ist noch gut erhalten. Im Nordosten sind die Gräben von den Höfen der Siedlung überbaut und Roundhouse 6 liegt gänzlich außerhalb der Umwallung. Es wird angenommen, dass das Fort bereits seit der Bronzezeit besteht, allerdings ist aufgrund der Fundlage eine genaue Bestimmung schwierig.